# Korinthe (departement)
Korinthe (Grieks: Κορινθία, Korinthía) was een departement (nomos) in de Griekse regio Peloponnesos. De hoofdstad was het gelijknamige Korinthe en het departement had 154.624 inwoners (2001).

## Geografie
Het departement grensde in het oosten aan het departement West-Attika, in het zuiden aan Argolis, in het zuidwesten aan Arcadië en in het westen aan Achaea. In het noorden werd het departement Korinthe begrensd door de Golf van Korinthe.
Ten oosten van de hoofdstad ligt het beroemde Kanaal van Korinthe, dat de Ionische Zee, via de Golf van Korinthe, met de Egeïsche Zee verbindt, en ervoor zorgt dat scheepvaart tussen bijvoorbeeld Piraeus en de Ionische Eilanden en Igoemenitsa niet om de Peloponnesos heen hoeft te varen, maar een veel kortere route kan volgen, noordelijk van dit schiereiland.
In het westen ligt de hoogste berg, de Kyllini met een hoogte van 2374 meter.

## Plaatsen[2]
Door de bestuurlijke herindeling (Programma Kallikratis) werden de departementen afgeschaft vanaf 2011. Het departement “Korinthe” werd een regionale eenheid (perifereiaki enotita). Er werden eveneens gemeentelijke herindelingen doorgevoerd, in de tabel hieronder “GEMEENTE” genoemd.
| Plaats               | Hoofdplaats (vroeger) | Postcode | GEMEENTE                 | Hoofdplaats van de gemeente |
| -------------------- | --------------------- | -------- | ------------------------ | --------------------------- |
| Agioi Theodoroi      |                       | 200 03   | Loutraki-Agioi Theodoroi | Loutraki                    |
| Assos-Lechaio        | Perigiali             | 200 11   | Korinthos (Korinthe)     | Korinthos (Korinthe)        |
| Evrostini            | Derveni               | 200 09   | Xylokastro-Evrostina     | Xylokastro                  |
| Feneos               | Gkoura                | 200 14   | Sikyona                  | Kiato                       |
| Korinthos (Korinthe) |                       | 201 00   | Korinthos (Korinthe)     | Korinthos (Korinthe)        |
| Loutraki-Perachora   |                       | 203 00   | Loutraki-Agioi Theodoroi | Loutraki                    |
| Nemea                |                       | 205 00   | Nemea                    | Nemea                       |
| Saronikos            | Athikia               | 200 05   | Korinthos (Korinthe)     | Korinthos (Korinthe)        |
| Sikyona              | Kiato                 | 202 00   | Sikyona                  | Kiato                       |
| Solygeia             | Sofiko                | 200 04   | Korinthos (Korinthe)     | Korinthos (Korinthe)        |
| Stymfalia            | Kalianoi              | 200 16   | Sikyona                  | Kiato                       |
| Tenea                | Chiliomodi            | 200 08   | Korinthos (Korinthe)     | Korinthos (Korinthe)        |
| Velo                 |                       | 200 02   | Velo-Vocha               | Zevgolatio                  |
| Vocha                | Zevgolatio            | 200 01   | Velo-Vocha               | Zevgolatio                  |
| Xylokastro           |                       | 204 00   | Xylokastro-Evrostina     | Xylokastro                  |

Acarnanië · Achaea · Aenianië · Aetolië · Aperantië · Arcadië · Argolis · Athamanië · Attica · Boeotië · Chalkidiki · Chaonië · Dassaretië · Dolopië · Doris · Elis · Epirus · Evia · Histiaeotis · Korinthië · Laconië · Lokris · Macedonië · Magnesië · Malis · Megaris · Messenië · Molossis · Mygdonië · Oetaea · Parauaea · Pelagonië · Pelasgiotis · Perrhaebië · Phocis · Phthiotis · Piërië · Thesprotië · Thessaliotis · Thessalië · Tymphaea